# Lijst van gouverneurs van Bihar
Dit is een lijst van gouverneurs van de Indiase deelstaat Bihar. De gouverneur is hoofd van de deelstaat en wordt voor een termijn van vijf jaar aangewezen door de president. De rol van de gouverneur is hoofdzakelijk ceremonieel en de echte uitvoerende macht ligt bij de ministerraad, met aan het hoofd de chief minister.

## Gouverneurs van Bihar, Brits-Indië (1936-1947)
| #   | Naam                     | Begin termijn   | Einde termijn    |
| --- | ------------------------ | --------------- | ---------------- |
| 1   | James David Sifton       | 1 april 1936    | 11 maart 1937    |
| 2   | Maurice Garnier Hallett  | 11 maart 1937   | 5 augustus 1939  |
| 3   | Thomas Alexander Stewart | 5 augustus 1939 | 9 januari 1943   |
| 4   | Thomas George Rutherford | 9 januari 1943  | maart 1943       |
|     | Francis Mudie (wnd)      | maart 1943      | 1944             |
| (4) | Thomas George Rutherford | 1944            | 13 mei 1946      |
| 5   | Hugh Dow                 | 13 mei 1946     | 15 augustus 1947 |

## Gouverneurs van Bihar, India (1947-heden)
| #    | Naam                               | Begin termijn     | Einde termijn     |
| ---- | ---------------------------------- | ----------------- | ----------------- |
| 1    | Jairamdas Daulatram                | 15 augustus 1947  | 11 januari 1948   |
| 2    | Madhav Shrihari Aney               | 12 januari 1948   | 14 juni 1952      |
| 3    | R. R. Diwakar                      | 15 juni 1952      | 5 juli 1957       |
| 4    | Zakir Hussain                      | 6 juli 1957       | 11 mei 1962       |
| 5    | Madabhushi Ananthasayanam Ayyangar | 12 mei 1962       | 6 december 1967   |
| 6    | Nityanand Kanungo                  | 7 december 1967   | 20 januari 1971   |
| 7    | Dev Kant Baruah                    | 1 februari 1971   | 4 februari 1973   |
| 8    | Ramchandra Dhondiba Bhandare       | 4 februari 1973   | 15 juni 1976      |
| 9    | Jagannath Kaushal                  | 16 juni 1976      | 31 januari 1979   |
| 10   | Akhlaqur Rahman Kidwai             | 20 september 1979 | 15 maart 1985     |
| 11   | Pendekanti Venkatasubbaiah         | 15 maart 1985     | 25 februari 1988  |
| 12   | Govind Narain Singh                | 26 februari 1988  | 24 januari 1989   |
| 13   | Ram D. Pradhan                     | 29 januari 1989   | 2 februari 1989   |
| 14   | Jagannath Pahadia                  | 3 maart 1989      | 2 februari 1990   |
| 15   | Mohammad Saleem                    | 16 februari 1990  | 13 februari 1991  |
| 16   | Mohammad Shafi Qureshi             | 19 maart 1991     | 13 augustus 1993  |
| (10) | Akhlaqur Rahman Kidwai             | 14 augustus 1993  | 26 april 1998     |
| 17   | Sunder Singh Bhandari              | 27 april 1998     | 15 maart 1999     |
| 18   | Vinod Chandra Pande                | 23 november 1999  | 12 juni 2003      |
| 19   | Mandagadde Rama Jois               | 12 juni 2003      | 31 oktober 2004   |
| 20   | Buta Singh                         | 5 november 2004   | 29 januari 2006   |
| 21   | Gopalkrishna Gandhi                | 31 januari 2006   | 21 juni 2006      |
| 22   | Ramkrishnan Suryabhan Gavai        | 22 juni 2006      | 10 juli 2008      |
| 23   | Raghunanthanlal Bhatia             | 10 juli 2008      | 28 juni 2009      |
| 24   | Devanand Konwar                    | 29 juni 2009      | 21 maart 2013     |
| 25   | Dnyandeo Yashwantrao Patil         | 22 maart 2013     | 26 november 2014  |
|      | Keshari Nath Tripathi (wnd)        | 27 november 2014  | 15 augustus 2015  |
| 26   | Ram Nath Kovind                    | 16 augustus 2015  | 20 juni 2017      |
|      | Keshari Nath Tripathi (wnd)        | 20 juni 2017      | 29 september 2017 |
| 27   | Satya Pal Malik                    | 30 september 2017 | 23 augustus 2018  |
| 28   | Lalji Tandon                       | 23 augustus 2018  | 28 juli 2019      |
| 29   | Phagu Chauhan                      | 29 juli 2019      | huidig            |